# Грайр Мкоян
Грайр Мкоян (вірм. Հրայր Մկոյան, нар. 2 вересня 1986, Ґюмрі) — вірменський футболіст, захисник клубу «Естеглал» та національної збірної Вірменії.

## Клубна кар'єра
Вихованець гюмрійського футбольного клубу «Ширак». У головній команді міста дебютував в 18-річному віці, в якій провів два сезони, взявши участь у 38 матчах чемпіонату. 2007 року Мкоян сподобався селекціонерам столичного «Арарату», куді і був відданий на правах оренди. За два сезони в єреванській команді Грайр провів 47 зустрічей, вигравши 2008 року національний кубок.
2009 року Мкоян на правах оренди перебрався в столичний «Уліссес», разом з яким став володарем бронзових медалей вірменської першості. 22 грудня 2009 року в штаб-квартирі ФФА пройшла церемонія нагородження лауреатів минулого сезону, під час якої був оголошений володар призу «Найкращий футболіст Вірменії-2009». За підсумками голосування Грайр зайняв друге місце, поступившись титулом лише Генріху Мхітаряну.
На початку 2010 року, після закінчення орендної угоди, Грайр покинув клуб та підписав дворічний контракт з «Мікою» у складі якої 2011 року став володарем кубка Вірменії. У переможному турнірі Мкоян зіграв у семи матчах, в тому числі і повний матч у фіналі проти «Ширака» (4:1).
12 січня 2012 року Мкоян підписав піврічну угоду з нальчицьким «Спартаком». Відповідно до підписаної угоди якщо «Спартак» збереже місце в Прем'єр-лізі, то контракт буде продовжений на два роки, в іншому випадку Грайр покине клуб в статусі вільного агента. За підсумками сезону «Спартак» посів останнє місце та опустився в дивізіон, а Мкоян став вільним агентом.
Влітку 2012 року Грайр повернувся в рідний «Ширак».
У дорослому футболі дебютував 2004 року виступами за команду клубу «Ширак». Протягом першої половини сезону 2012/13 зіграв за клуб у 18 матчах чемпіонату, після чого по півроку грав за клуби «Динамо» (Чеські Будейовиці) та «Гандзасар», а в січні 2014 року повернувся в «Ширак», в якому до кінця сезону зіграв ще 13 матчів у чемпіонаті.
До складу іранського клубу «Естеглал» приєднався в червні 2014 року. Відтоді встиг відіграти за тегеранську команду 8 матчів в національному чемпіонаті.

## Виступи за збірну
У 2007–2008 роках притягувався до лав молодіжної збірної країни, у складі якої провів сім матчів.
З 2009 року став виступати за національну збірну. Дебют відбувся 9 вересня 2009 року в матчі відбіркового циклу до чемпіонату світу 2010 в ПАР проти збірної Бельгії. Матч пройшов у Єревані на Республіканському стадіоні та закінчився з рахунком 2:1 на користь вірменської збірної.
Наразі провів у формі головної команди країни 31 матч.

## Досягнення
- «Арарат» (Єреван):
  - Срібний призер чемпіонату Вірменії: 2008
  - Володар Кубка Вірменії: 2008, 2020-21
  - Фіналіст Кубка Вірменії: 2007

- «Улісс»:
  - Бронзовий призер чемпіонату Вірменії: 2009

- «Міка»:
  - Володар Кубка Вірменії: 2011

- «Алашкерт»:
  - Володар Кубка Вірменії: 2018-19

- «Ширак»:
  - Володар Суперкубка Вірменії: 2023